# Habrocestum laurae
Habrocestum laurae är en spindelart som beskrevs av George William Peckham och Elizabeth Maria Gifford Peckham 1903. Habrocestum laurae ingår i släktet Habrocestum och familjen hoppspindlar. Inga underarter finns listade i Catalogue of Life.